# Kahlkopf-Uakaris

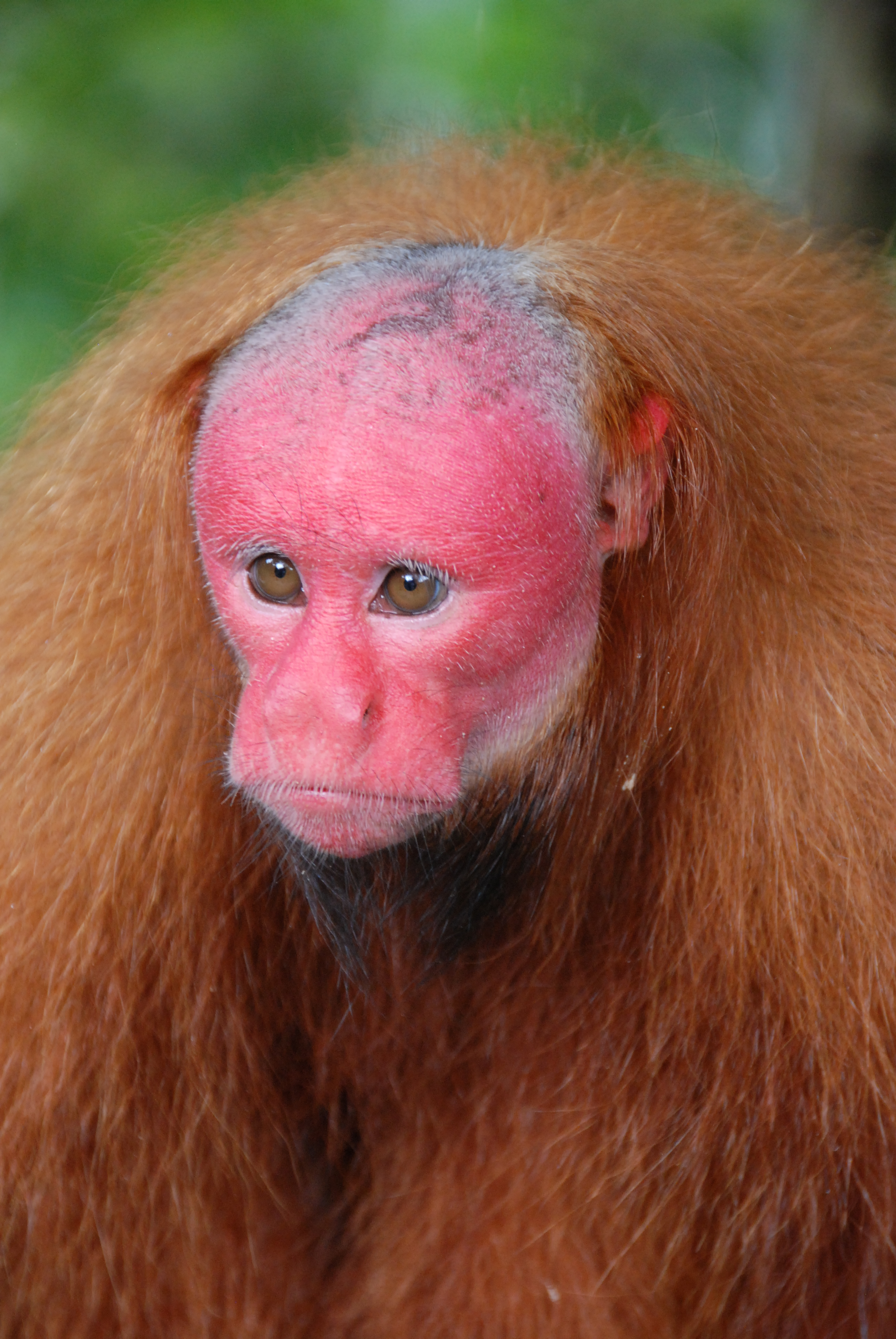
Ucayali-Kahlkopf-Uakari (Cacajao ucayalii)

Als Kahlkopf-Uakaris, Rotkopf-Uakaris oder Scharlachgesichter werden fünf Primatenarten aus der Gattung der Uakaris (Cacajao) innerhalb der Sakiaffen (Pitheciidae) bezeichnet. Sie sind durch einen roten, unbehaarten Kopf charakterisiert und bewohnen das nordwestliche Südamerika. Kahlkopf-Uakaris leben in größeren Gruppen und ernähren sich vorrangig von hartschaligen Früchten.

## Merkmale
Kahlkopf-Uakaris sind die größten Vertreter der Sakiaffen, sie erreichen eine Kopfrumpflänge von 36 bis 57 Zentimetern. Der Schwanz ist wie bei allen Uakaris verkürzt und misst nur 14 bis 19 Zentimeter (rund ein Drittel der Körperlänge). Das Gewicht beträgt 2,3 bis 3,5 Kilogramm. Ihr Fell ist lang und zottelig, die Färbung variiert je nach Art von weiß, weißgrau über gelblich bis rotbraun. Das Gesicht ist unbehaart und leuchtend rot gefärbt, flach und breit. Charakteristisch sind die weit auseinander stehenden Nasenlöcher. Die Stirn kann schütter behaart oder haarlos sein, an der Kehle können jedoch längere, bartähnliche Haare wachsen.
Als Anpassung an ihre spezialisierte Ernährung sind die Schneidezähne schmal und ragen nach vorne. Die Eckzähne sind vergrößert, die Molaren hingegen eher klein und niederkronig. Die Eckzähne der Männchen sind größer als die der Weibchen. Die Zahnformel lautet I2-C1-P3-M3, insgesamt haben sie also 36 Zähne.

## Verbreitung und Lebensraum
Kahlkopf-Uakaris sind im nordwestlichen Amazonasbecken in Südamerika beheimatet. Ihr Verbreitungsgebiet ist disjunkt und umfasst Teile des westlichen Brasilien, des südlichen Kolumbien und des östlichen Peru. Lebensraum dieser Tiere sind tropische Regenwälder, sie leben in saisonal von Weißwasserflüssen überfluteten, Várzeas genannten Regionen. Dort bevorzugen sie die oberen Gipfelbereiche.

## Lebensweise und Ernährung

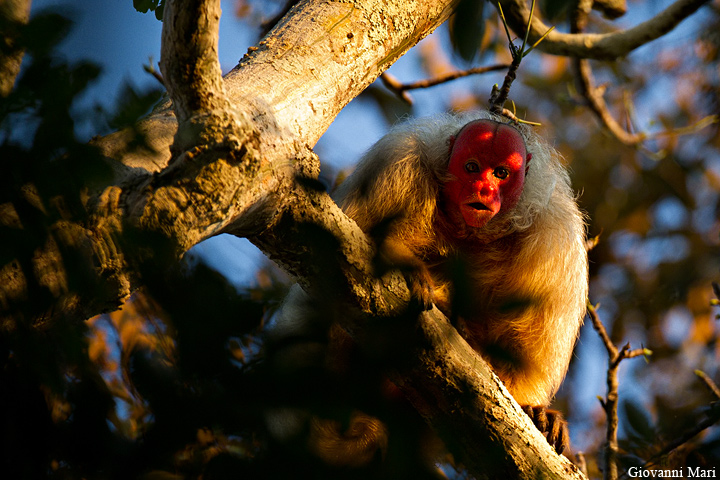
Der Weiße Uakari (Cacajao calvus) hat ein weißliches Fell

Der Novae-Kahlkopf-Uakari (Cacajao novaesi) wird als orangefarben beschrieben und hat weißliche Haare auf den Schultern

Kahlkopf-Uakaris sind tagaktive Baumbewohner. Im Geäst bewegen sie sich meistens auf allen vieren fort, sie können aber auch größere Distanzen springend zurücklegen. Beim Fressen hängen sie häufig nur an ihren Hinterbeinen, in der Trockenzeit kommen sie gelegentlich auf den Boden.
Diese Primaten leben in Gruppen von 30 bis 50, manchmal auch bis zu 100 Tieren. Die Gruppen setzen sich aus mehreren Männchen und Weibchen sowie dem gemeinsamen Nachwuchs zusammen. Tiere in menschlicher Obhut entwickeln eine Rangordnung, ob das auch bei freilebenden Uakaris zutrifft, ist nicht bekannt. Zwischen den einzelnen Gruppenmitgliedern kommt es sehr selten zu aggressivem Verhalten. Für die tägliche Nahrungssuche spalten sich größere Verbände häufig in kleinere Untergruppen auf, um abends wieder zusammenzukommen (Fission-Fusion-Organisation). Kahlkopf-Uakaris kommunizieren mit einer Reihe von Lauten, die es den Untergruppen ermöglichen, Kontakt zu halten. Auch die gegenseitige Fellpflege spielt eine wichtige Rolle in der Kommunikation. Die Streifgebiete der Gruppen sind relativ groß, sie umfassen bis zu 600 Hektar.
Die Nahrung der Kahlkopf-Uakaris setzt sich vorwiegend aus hartschaligen Früchten und unreifen Samen zusammen. In kleinerem Ausmaß verzehren sie auch Blüten, Blätter und Insekten. In der Regenzeit halten sie sich bei der Nahrungssuche in den oberen Schichten der Bäume auf, in der Trockenzeit suchen sie auch manchmal am Boden nach heruntergefallenen Früchten und Samen.

## Fortpflanzung
Das unbehaarte, rote Gesicht dient als Indikator für die Gesundheit eines Kahlkopf-Uakaris. Kranke Tiere – Malaria kommt häufig vor – haben ein blassrosa Gesicht und werden nicht als Paarungspartner genommen.
Die Geburten fallen häufig in die Trockenzeit Oktober bis November, können jedoch auch zu anderen Jahreszeiten stattfinden. Nach einer rund sechsmonatigen Trächtigkeitsdauer bringt das Weibchen in der Regel ein einzelnes Jungtier zur Welt. Dieses ist zunächst grau gefärbt und hat noch Haare im Gesicht. Nach rund drei bis fünf Monaten nimmt es erstmals feste Nahrung zu sich, gänzlich entwöhnt wird es im zweiten Lebensjahr. Im dritten Lebensjahr verliert der Kopf seine Haare, am Ende dieses Jahres können Weibchen geschlechtsreif sein. Bei Männchen dauert dies – zumindest in Gefangenschaft – etwa sechs Jahre. Tiere in menschlicher Obhut können über 30 Jahre alt werden, die Lebenserwartung in freier Wildbahn ist nicht bekannt.

## Systematik
Innerhalb der Kahlkopf-Uakaris werden fünf Arten unterschieden:

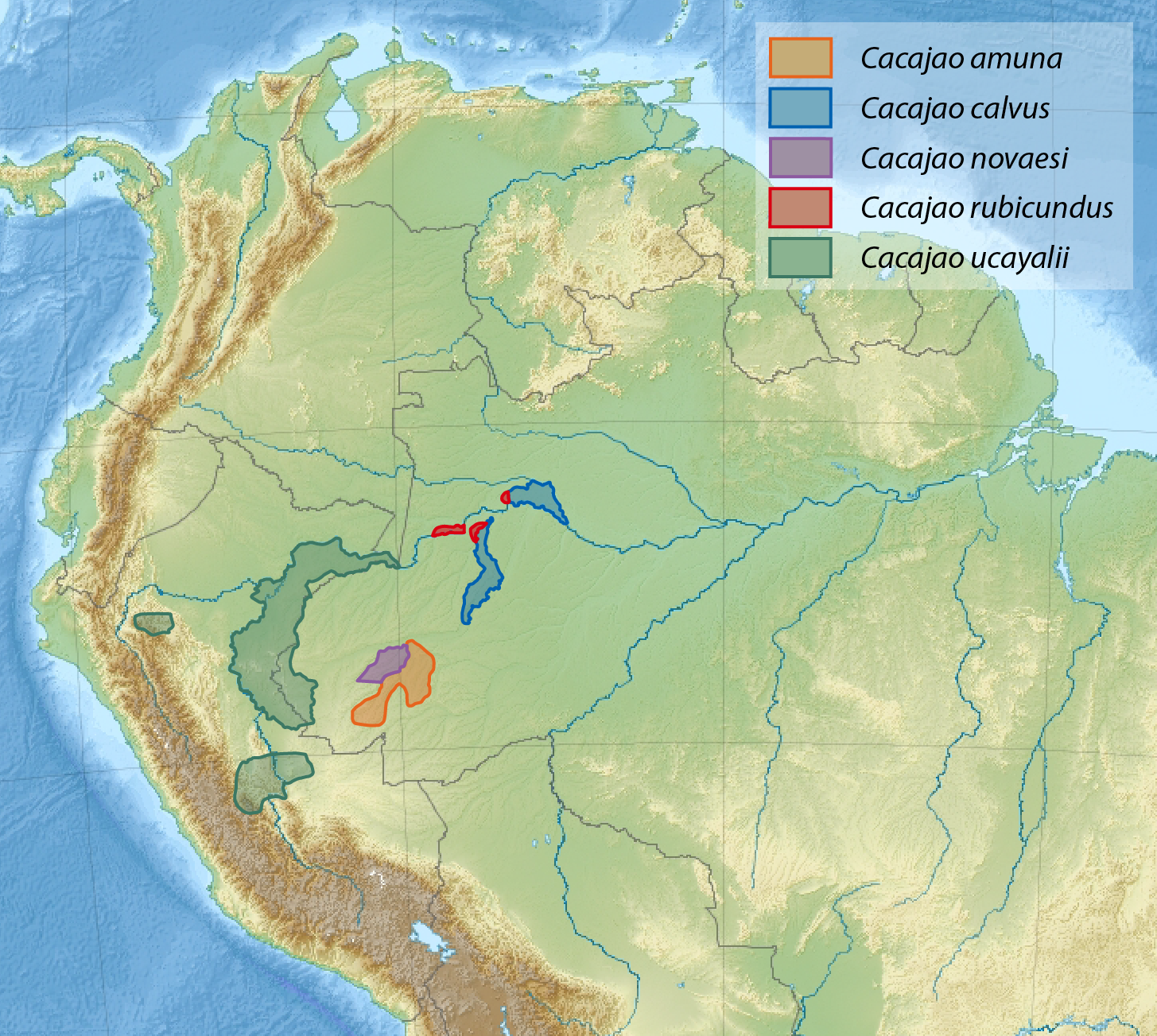
Die Verbreitungsgebiete der fünf Arten der Kahlkopf-Uakaris

- der Weiße Kahlkopf-Uakari (Cacajao calvus) ist durch ein weißliches Fell charakterisiert und lebt in zwei kleinen Gebieten im nordwestlichen Brasilien westlich der Mündung des Rio Japurá in den Amazonas und östlich des Verbreitungsgebietes von C. rubicundus.
- der Rote Kahlkopf-Uakari (Cacajao rubicundus) weist ein rotes oder rotbraunes Fell auf und lebt am Ufer des Amazonas in der Nähe der brasilianisch-kolumbianischen Grenzregion zwischen den Verbreitungsgebieten von C. calvus und C. ucayalii.
- der Novae-Kahlkopf-Uakari (Cacajao novaesi) ist durch ein orangegelbes Fell mit helleren Schultern gekennzeichnet und im westlichen Brasilien zwischen Rio Gregório und Rio Tarauacá beheimatet.
- der Ucayali-Kahlkopf-Uakari (Cacajao ucayalii) hat ein rötliches, rötlich-orangees oder rötlich-kastanienfarbes Fell, diese Art kommt im östlichen Peru zwischen Rio Javari und Río Ucayali vor.
- 2022 wurde Cacajao amuna als neue Art beschrieben. Sie ist fast völlig weiß gefärbt und lebt in einem kleinen Gebiet am westlichen Ufer des Rio Tarauacá.

Die verwandtschaftlichen Beziehungen innerhalb der Uakaris zeigt das folgende Kladogramm:
|  | Cacajao amuna                      |
|  |                                    |
|  | Weißer Kahlkopf-Uakari (C. calvus) |
|  |                                    |

|  | \| \| Roter Kahlkopf-Uakari (C. rubicundus) \| \| \| \| \| \| Ucayali-Kahlkopf-Uakari (C. ucayalii) \| \| \| \| |
|  | |
|  | Novae-Kahlkopf-Uakari (C. novaesi)                                                                              |
|  | |
|  | Roter Kahlkopf-Uakari (C. rubicundus)                                                                           |
|  | |
|  | Ucayali-Kahlkopf-Uakari (C. ucayalii)                                                                           |
|  | |

|  | Roter Kahlkopf-Uakari (C. rubicundus) |
|  |                                       |
|  | Ucayali-Kahlkopf-Uakari (C. ucayalii) |
|  |                                       |

|  | Cacajao amuna                      |
|  |                                    |
|  | Weißer Kahlkopf-Uakari (C. calvus) |
|  |                                    |

|  | \| \| Roter Kahlkopf-Uakari (C. rubicundus) \| \| \| \| \| \| Ucayali-Kahlkopf-Uakari (C. ucayalii) \| \| \| \| |
|  | |
|  | Novae-Kahlkopf-Uakari (C. novaesi)                                                                              |
|  | |
|  | Roter Kahlkopf-Uakari (C. rubicundus)                                                                           |
|  | |
|  | Ucayali-Kahlkopf-Uakari (C. ucayalii)                                                                           |
|  | |

|  | Roter Kahlkopf-Uakari (C. rubicundus) |
|  |                                       |
|  | Ucayali-Kahlkopf-Uakari (C. ucayalii) |
|  |                                       |

|  | Cacajao amuna                      |
|  |                                    |
|  | Weißer Kahlkopf-Uakari (C. calvus) |
|  |                                    |

|  | \| \| Roter Kahlkopf-Uakari (C. rubicundus) \| \| \| \| \| \| Ucayali-Kahlkopf-Uakari (C. ucayalii) \| \| \| \| |
|  | |
|  | Novae-Kahlkopf-Uakari (C. novaesi)                                                                              |
|  | |
|  | Roter Kahlkopf-Uakari (C. rubicundus)                                                                           |
|  | |
|  | Ucayali-Kahlkopf-Uakari (C. ucayalii)                                                                           |
|  | |

|  | Roter Kahlkopf-Uakari (C. rubicundus) |
|  |                                       |
|  | Ucayali-Kahlkopf-Uakari (C. ucayalii) |
|  |                                       |

|  | Cacajao amuna                      |
|  |                                    |
|  | Weißer Kahlkopf-Uakari (C. calvus) |
|  |                                    |

|  | \| \| Roter Kahlkopf-Uakari (C. rubicundus) \| \| \| \| \| \| Ucayali-Kahlkopf-Uakari (C. ucayalii) \| \| \| \| |
|  | |
|  | Novae-Kahlkopf-Uakari (C. novaesi)                                                                              |
|  | |
|  | Roter Kahlkopf-Uakari (C. rubicundus)                                                                           |
|  | |
|  | Ucayali-Kahlkopf-Uakari (C. ucayalii)                                                                           |
|  | |

|  | Roter Kahlkopf-Uakari (C. rubicundus) |
|  |                                       |
|  | Ucayali-Kahlkopf-Uakari (C. ucayalii) |
|  |                                       |

Die Kahlkopf-Uakari bilden einen Schwarm sehr nah miteinander verwandter Arten. Sie wurden sich erst in den letzten 300.000 Jahren mit der Ausbildung des heutigen Systems von Flüssen und Flussinseln voneinander getrennt. Zusammen mit den zwei Arten der Schwarzen Uakaris bilden die Kahlkopf-Uakaris die Gattung Cacajao in der Familie der Sakiaffen (Pitheciidae).

## Gefährdung
Die Hauptbedrohungen der Kahlkopf-Uakaris sind die Zerstörung des Lebensraums und die Bejagung. Aufgrund ihrer großen Streifgebiete benötigen sie große, ungestörte Gebiete und reagieren darum empfindlich auf Waldrodungen. Ihre Lebensweise auf Bäumen in Flussnähe erleichtert die Bejagung von Kanus aus. Einige Indianerstämme jagen diese Tiere wegen ihres menschenähnlichen Aussehens nicht, in anderen Regionen, etwa Peru, werden sie intensiv wegen ihres Fleisches gejagt und weil ihre Köpfe an Touristen verkauft werden. Manchmal werden Jungtiere auch als Haustiere eingefangen, was meist mit der Tötung der Mutter einhergeht. Die IUCN listet die Kahlkopf-Uakaris als „gefährdet“ (vulnerable).